# Chrysomma (vogel)
Chrysomma is een geslacht van zangvogels uit de familie Paradoxornithidae (diksnavelmezen). Er zijn twee soorten die voorkomen in een groot gebied van Pakistan, via Zuidoost-Azië naar China. 

## Soorten
Het geslacht kent de volgende soorten:
- Chrysomma altirostre  – Jerdons timalia
- Chrysomma sinense  – Goudoogtimalia